# Tonlé Sap
Tonlé Sap (kmersko ទន្លេសាប, latinizirano: Tônlé Sab, dob. 'Sveža reka', [tɔnleː saːp]; običajno prevedeno kot »Veliko jezero«; vietnamsko Biển Hồ; Ču: 海湯 Hán: 壺海) je  jezero na severozahodu Kambodže. Spada v porečje reke Mekong. Je največje sladkovodno jezero v jugovzhodni Aziji in eden najbolj raznolikih in produktivnih ekosistemov na svetu, ki ga je Unesco leta 1997 zaradi velike biotske raznovrstnosti razglasil za biosferni rezervat. Ob vstopu v 21. stoletje so jezero in njegovi okoliški ekosistemi pod vse večjim pritiskom zaradi krčenja gozdov, razvoja infrastrukture in podnebnih sprememb.

## Geografija
Jezero Tonlé Sap leži na severozahodu nižine spodnjega Mekonga, ki je nastalo s trkom in propadom Indijske in Evrazijske plošče. Spodnja nižina Mekonga je bila včasih zaliv, gladina morja pa se je ob koncu zadnjega ledeniškega obdobja hitro dvignila. Približno 4,5 metra visoka jedra iz tega obdobja, najdena v bližini Angkorja, vsebujejo usedline plimovanja, pa tudi slana močvirja in močvirja mangrov, odložene v jamah pred približno 7900–7300 leti. Sedimenti jezera Sa prav tako kažejo znake morskega vpliva. Trenutna rečna morfologija  Mekongove delte se je razvila v zadnjih 6000 letih, medtem ko so preostale vode v severozahodnem kotu nižine spodnjega Mekonga oblikovale Tonlé Sap.
Jugozahodno od porečja Tonlé Sap je gorovje Cardamom z višinami več kot 1700 metrov, severno pa je hribovje Piandan s povprečno višino 500 metrov. Kotlina pokriva površino 86.000 kvadratnih kilometrov. 120 kilometrov dolga reka Tonlé Sap povezuje jezero Tonlé Sap z reko Mekong in prispeva 9 % pretoka reke Mekong. Velikost in prostornina vode v jezeru se med letom zelo spreminjata, z najmanjšo površino okoli 2500–3000 kvadratnih kilometrov in prostornino približno 1 kubičnega kilometra v suhem sezoni in vodno telo se v deževnem obdobju razširi in poveča globino na 9–14 metrov. Največja površina je 16.000 kvadratnih kilometrov, prostornina pa okoli 80 kubičnih kilometrov.
Približno 34 % vode v Tonlé Sap prihaja iz rek, ki tečejo v jezero, približno 53,5 % iz reke Mekong in 12,5 % iz padavin. Od maja do oktobra je v nižini spodnjega Mekonga deževno obdobje, od novembra do marca pa je suho obdobje. Letna količina padavin je od 1000 do 4000 milimetrov. Skoraj vse padavine so v deževnem obdobju. Ob koncu sušne sezone ima jezero Tonlé Sap običajno globino 1 meter. Ko se začne monsunsko deževje, začne gladina reke naraščati. Ko gladina še naprej narašča, se tok reke obrne. Vodostaj Tonlé Sap se poveča za približno 10 metrov, pretok Mekonga se ob koncu deževne sezone postopoma zmanjša, tok Tonlé Sap pa se nato obrne in začne obnavljati tok Mekonga.
Ekstremna hidrodinamična zapletenost jezera Tonlé Sap, tako v času kot v prostoru, onemogoča merjenje specifičnega pretoka, gladina vode pa namesto hitrost in prostornina določa gibanje vode, ko oblikuje pokrajino. 72 % sodobnih usedlin, odloženih v Tonlé Sap, izvira iz reke Mekong, medtem ko le 28 % prihaja iz povodja gorvodno od jezera. Fosfor, vezan na usedline, deluje kot osnova prehranjevalne verige s fitoplanktonom, notranje kroženje hranilnih snovi pa igra ključno vlogo pri produktivnosti poplavnega območja in s tem dolgoročne trajnosti celotnega ekosistema jezera.

## Ekologija
Pokritost porečja jezera Tonlé Sap je 55 % gozdnih površin in 45 % kmetijskih zemljišč. Jezero obdajajo sladkovodne mangrove, znane kot »poplavni gozdovi«, ki predstavljajo 3 % površine kotline, poplavno ravnico pa obdajajo nizki hribi in pokrivajo zimzeleni ali sezonski tropski gozdovi listavcev, kjer prevladujejo Dipterocarpaceae, Leguminosae (metuljnice), Lacelandaceae (ustnatice), ponekod pa Pinaceae (borovke), Rohan pineaceae ali bambus. Ko se jezero vedno bolj oddaljuje, gozd postopoma prehaja v goščavo in končno v travnik. Na območjih z bolj kakovostno prstjo ali višjimi nadmorskimi višinami se pojavljajo listnati mešani gozdovi in polzimzeleni gozdovi. Ta raznolikost tipov vegetacije je osnova za raznolikost vrst ekosistema Tonlé Sap, s prepletenimi gozdovi, travniki in močvirji, ki zagotavljajo zatočišče lokalnim divjim živalim.
V jezeru živi vsaj 149 vrst rib, od katerih jih je 11 globalno ogroženih, območje jezera pa je tudi dom 6 skoraj ogroženih vrst, kot so kodrasti pelikan (Pelecanus philippensis), marabu (Leptoptilos crumenifer), bengalska droplja (Houbaropsis bengalensis), rjavi pelikan (Pelecanus occidentalis) in sivoglavi ribji orel (Haliaeetus ichthyaetus) in daljnovzhodna trstnica (Acrocephalus arundinaceus), poleg tega, da podpirajo populacije plazilcev, vključno z ogroženim siamskim krokodilom (Crocodylus siamensis) in številnimi sladkovodnimi kačami, in čeprav je bil velik del Jezerskega okrožja spremenjen v kmetijska zemljišča, je še vedno zabeleženih 200 vrst višjih rastlin. [[Mekonški orjaški som] (Pangasianodon gigas), ki živi v jezeru Tonlé Sap, je ena največjih sladkovodnih rib na svetu. Ribič je maja 2004 ujel mekonškega orjaškega soma, težkega skoraj 240 kg, vendar njegov ulov od sredine 1970-ih upada in je ribičem trenutno prepovedano loviti in obdržati mekonškega orjaškega soma in le nekaj se jih uporablja za znanstvene raziskave.
Kot naravni zbiralnik poplav za celoten sistem reke Mekong jezero Tonlé Sap uravnava poplave v spodnjem toku Phnom Penha v deževnem obdobju in je tudi pomemben dodatek toku delte Mekong v sušnem obdobju. Leta 1997 je UNESCO Tonlé Sap razglasil za biosferni rezervat, vendar so bili znanstveniki zaskrbljeni, da bodo visoki jezovi, zgrajeni v južni Kitajski in Laosu, vplivali na moč in tok protitokov v Tonlé Sap, kar bo zmanjšalo število rib v jezeru. Habitat Tonlé Sap za gnezdenje, razmnoževanje, drstenje in iskanje hrane na poplavnem območju, kar bo negativno vplivalo na produktivnost rib in splošno biotsko raznovrstnost v Tonlé Sapu.
Žarišča izgube gozda so na območjih nizkih poplavnih ravnic, kjer so zavarovana območja, znatno širjenje kmetijskih zemljišč je predvsem na stičišču med spodnjimi in zgornjimi poplavnimi ravnicami, rast prebivalstva, nabiranje lesa za kurjavo in sečnja so glavni vzroki za izgubo gozdov, intenzifikacija kmetijskih dejavnosti in razvoj hidroenergije gorvodno zmanjšuje blažilnike za naravne habitate in povečuje tveganje izgube gozdov. Do leta 2030 lahko razvoj hidroelektrarn privede do obsežnih sprememb v habitatu, pri čemer se bo površina obalnih gozdov verjetno zmanjšala za 82 %, medtem ko se bo površina habitatov, ki se napajajo z deževnico, lahko povečala za 10–13 %. Julija 2020 je pod vplivom pojava El Niño in zajezitve jezov v pritokih reke Mekong vodostaj jezera Tonlé Sap dosegel rekordno nizko raven v enakem obdobju v zadnjih 60 letih.

## Ribištvo
Območje jezera Tonlé Sap je bilo vedno pomembno ribiško in kmetijsko proizvodno območje za Kambodžo in je v veliki meri ohranilo Angkor, največji predindustrijski naselbinski kompleks v zgodovini. Medtem ko je veliko rib ob začetku poplav zapusti jezera in ribnike, da bi se drstile v poplavljenih gozdovih, poplave Mekonga prinesejo veliko število mladic, ki najdejo zavetje in hrano v poplavljenih gozdovih in na poplavnih območjih.
Približno 1,2 milijona ljudem, ki živijo na območju jezera Tonlé Sap, in jim predstavlja približno 60 % letnega sladkovodnega ulova Kambodže, ki znaša več kot 400.000 ton, predstavlja 60 % vnosa beljakovin prebivalstva države.Večino rib uživajo sveže, fermentirano ribjo pasto Prahoc pa običajno marinirajo iz najmanj priljubljenih rib ali ostankov rib, ki jih svežih ni mogoče prodati. Več kot stoletje so bila najproduktivnejša jezerska območja privatizirana prek državnega sistema zakupa ribiških območij, kar zagotavlja več kot 2 milijona dolarjev davčnih prihodkov letno.
Ker je budizem proti ubijanju, ribiči običajno omejijo svoj ulov na tisto, s čimer lahko nahranijo svoje družine. Ribe ne ubijajo z lastnimi rokami, temveč počakajo, da ribe naravno poginejo, potem ko zapustijo vodo. Ob koncu sezone riža ljudje obnovijo kanuje, ki so bili v uporabi več sto let, ali zgradijo nove kanuje, ko jih ni mogoče popraviti v templjih ob reki, v pripravah na tekmovanje v čolnarjenju ob vodnem festivalu. Po dveh dneh dirkanja se vsi kanuji zberejo, da bi proslavili nago, vodno kačo, ki je ob koncu deževne sezone izpljunila jezero v morje, medtem ko je skozi reko Tonlé Sap pripeljala ribe v Mekong.
Območje je dom številnim Kambodžanom vietnamskega porekla, ki živijo v plavajočih vaseh na čolnih ob jezeru. Večina ribičev jezera Tonlé Sap je vietnamskega porekla. Že dolgo živijo v Kambodži in so glavni dobavitelji ribiškega trga v državi. V času Rdečih Kmerov od leta 1975 do 1979 so morali pobegniti v Vietnam. Vrnili so se šele po padcu in nadaljevali z ribolovom v Tonlé Sapu.

## Promet
Jezero služi tudi kot prometna pot. Povezava z gliserjem povezuje mesto Siem Reap, ki je na severovzhodu Tonlé Sapa, z glavnim mestom Phnom Penh na jugu in prek reke Sangke, ki se izliva v jezero na severozahodu, z Battambangom, drugo največje mesto v državi. Do Vietnama in Laosa je možno priti tudi po vodi prek Mekonga. Reka Tonlé Sap in tudi jezero Tonle Sap sta pomembni komunikacijski poti v tem delu Kambodže. Zaradi čedalje boljših razmer na cestah pa se danes večina blaga in ljudi prevaža po cestah.

## Jezovi
Kot se je že zgodilo v mnogih drugih državah v razvoju in državah v vzponu s kontroverznimi posledicami (prim. esej Arundhati Roy o projektu jezu Sardar Sarovar v Indiji) za prebivalstvo in okolje, so jezovi namenjeni tudi pospeševanju gospodarskega razvoja v Kambodži. Načrtovanih (od leta 1999) je osem jezov na pritokih jezera, od tega trije na pritokih Mekonga in še pet na manjših rekah. Poleg tega obstoječi in načrtovani jezovi v sosednjih državah grozijo z motnjami v sezonskem ritmu celinskega vodnega sistema. Mekong naj bi uporabili za 56 jezov v Laosu, 36 v Vietnamu, Tajska načrtuje še dva od že obstoječih 39 in namakalni projekt, ki bi iz Mekonga letno črpal 12.000 milijonov kubičnih metrov vode, v Ljudski republiki Kitajski bodo zgradili še šest jezov.

## Film
- 360° – Geo Reportage: Auf Schlangenfang in Kambodscha. Dokumentation, Deutschland, Frankreich, 52 Min., 2007, ein Film von Thérèse Engels, Produktion: ZDF, ARTE, Erstausstrahlung: 29. Dezember 2007, Inhaltsbeschreibung von geo, Youtube
- Cambodia’s declining fish stocks – Bericht auf Al Jazeera English vom 12. August 2010 (video, englisch)

## Druga literatura
- Kuenzer, C. (2013): "Field Note: Threatening Tonle Sap: Challenges for Southeast-Asia’s largest Freshwater Lake." In: Pacific Geographies 40, pp. 29–31.
- Milton Osborne, The Mekong, Turbulent Past, Uncertain Future (Atlantic Monthly Press, 2000) ISBN 0-87113-806-9